# Ko Ngai
Ko Ngai (Thai: เกาะไหง; alternativer Name Ko Hai) ist eine Insel der Südregion von Thailand in der Andamanensee.

## Geographie
Ko Ngai liegt im Süden der Provinz Krabi im Landkreis (Amphoe) Ko Lanta, geographisch gesehen jedoch dichter an der Küste der Provinz Trang. Sie befindet sich direkt westlich des Hat-Chao-Mai-Nationalparks, dessen Hauptquartier am gleichnamigen Strand auf dem gegenüberliegenden Festland von Trang liegt. Die Insel ist vier Kilometer lang, etwa fünf Quadratkilometer groß, im Süden breiter und nach Norden spitz wie ein Keil.

## Demographie
Auf der Insel gibt es so gut wie keine ständig lebenden Einwohner. Nur etwa ein Dutzend Thais gehen ganzjährig der Fischerei nach und kümmern sich um kleinere landwirtschaftliche Projekte. Die meisten Bewohner sind Angestellte der Urlaubsresort, die auch in der südthailändischen Nebensaison die Hotelanlagen betreiben.

## Klima
Es herrscht tropisches Klima. Die Regenzeit (Monsun) beginnt etwa Anfang Mai und endet Ende Oktober Anfang November eines Jahres. In der Regel ist das Meer rauer und die Strömungen können das Baden gefährlich machen. Oft gibt es tagelang heftige Regenfälle und Bewölkungen. In der Zeit von Anfang November bis Ende April herrschen überwiegend Sonnenschein und die Andamansee ist ruhig. Die Temperaturen liegen in der Monsunzeit von 25 bis 30 Grad tagsüber und nachts bei 22 bis 24 Grad. In der Hauptsaison erreichen die Tagestemperaturen Werte von 25 bis 34 Grad.

## Verkehrsanbindungen
Der am nächsten gelegene Festlandshafen ist Pak Meng, etwa 15 Kilometer nordöstlich von Ko Ngai im Landkreis (Amphoe) Sikao der Provinz Trang. Von dem kleinen Pier der Provinz Trang verkehren die typischen thailändischen Longtail-Boote. Einige der Hotelanlagen verfügen über eigene (Schnell-)Boote für den Transfer der Hotelgäste. Die Überfahrt vom Pak Meng Pier dauert je nach Bootstyp von 30 bis 40 Minuten.
Auch zu anderen Inseln in der Gegend, zum Beispiel Ko Lanta Yai und Ko Muk, gibt es regelmäßigen Verkehr mit Ausflugsbooten oder per Longtail-Boot-Charter. Nur in der thailändischen Hauptsaison, die von November bis Ende April dauert, läuft der Seeverkehr uneingeschränkt. In der Nebensaison, welche in die Monsunzeit von Mai bis Oktober fällt, kann es zu kurzzeitigen Unterbrechungen der Seeverbindungen kommen.

## Sehenswürdigkeiten
Ko Ngai ist vor allem eine Bade- und Taucherinsel. Besonders schön ist der etwa zwei Kilometer lange Strand im Osten der Insel. Er besticht durch klares, türkisfarbenes Wasser. Nur wenige Korallen stören die Badefreuden. Auch im Süden der Insel gibt es zwei kleine Buchten. Die Westküste eignet sich durch herabfallende, grünbewachsene Felsen nicht zum Baden. Die Lage und Umgebung der Insel fasziniert durch die vielen kleinen und größeren Kalksteininsel. Ausflugsziele in der Umgebung sind Kleininseln Ko Muk und Ko Kradan.

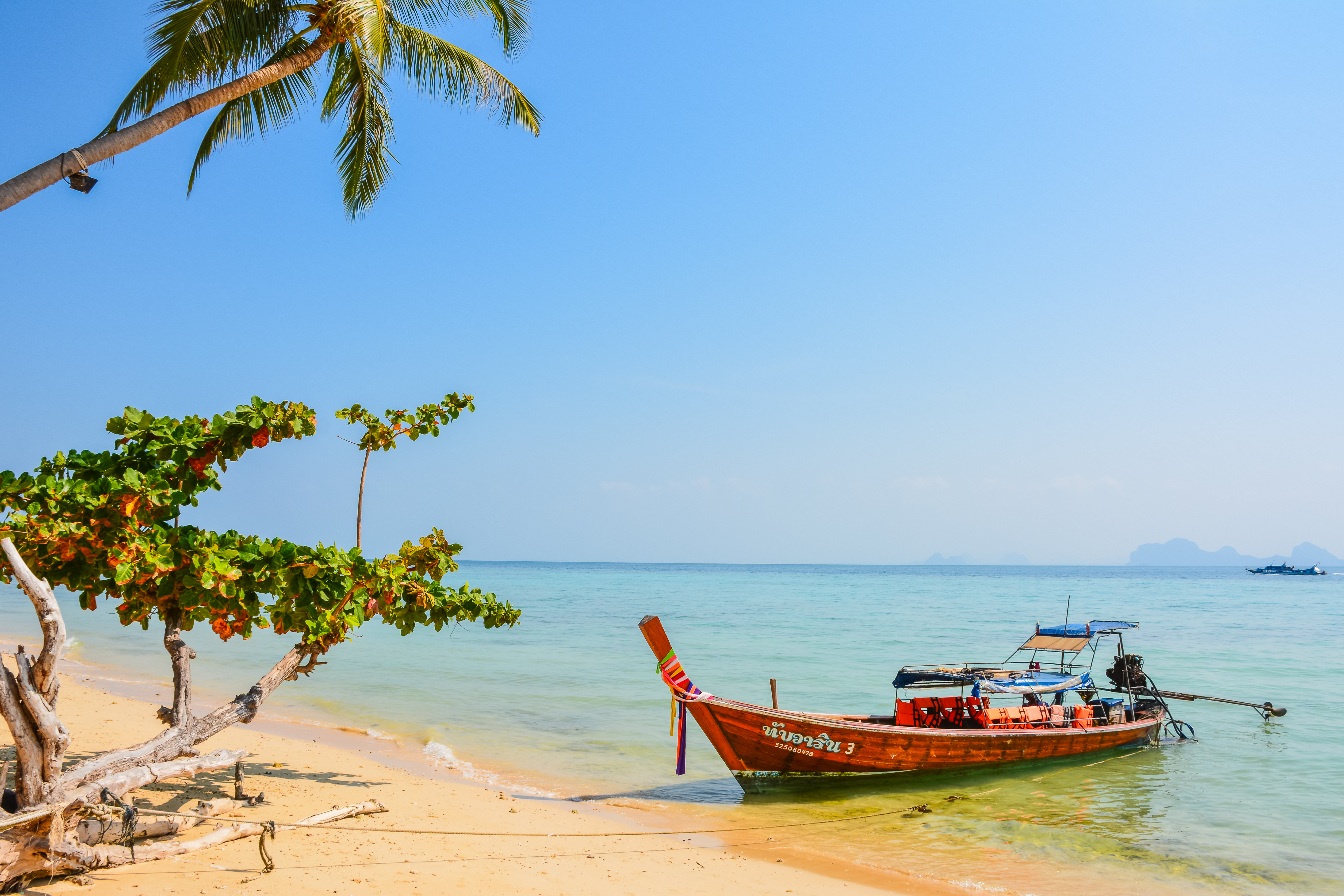
Longtailboot Ko Ngai
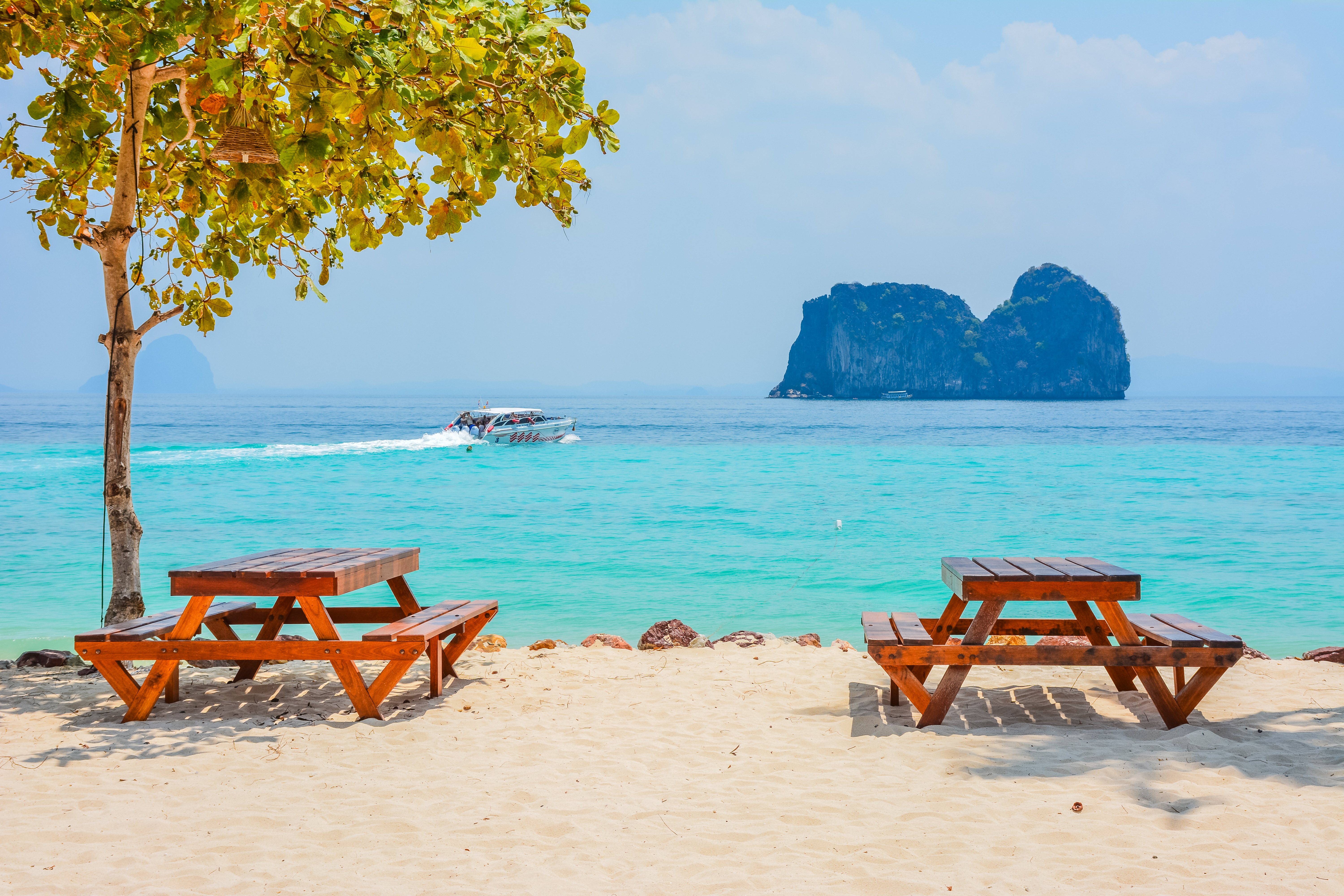
Ko Ngai Strand
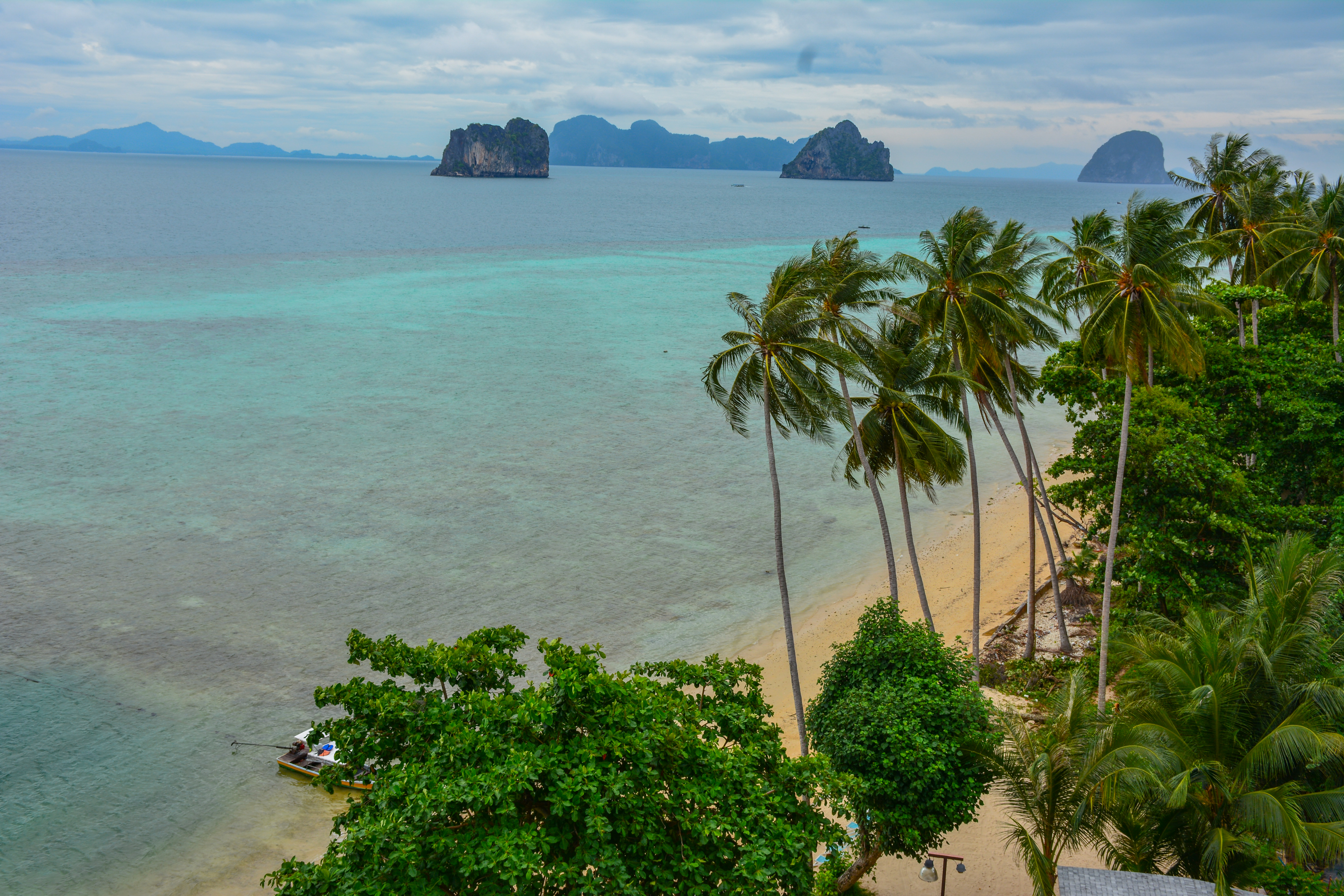
Riff am Strand
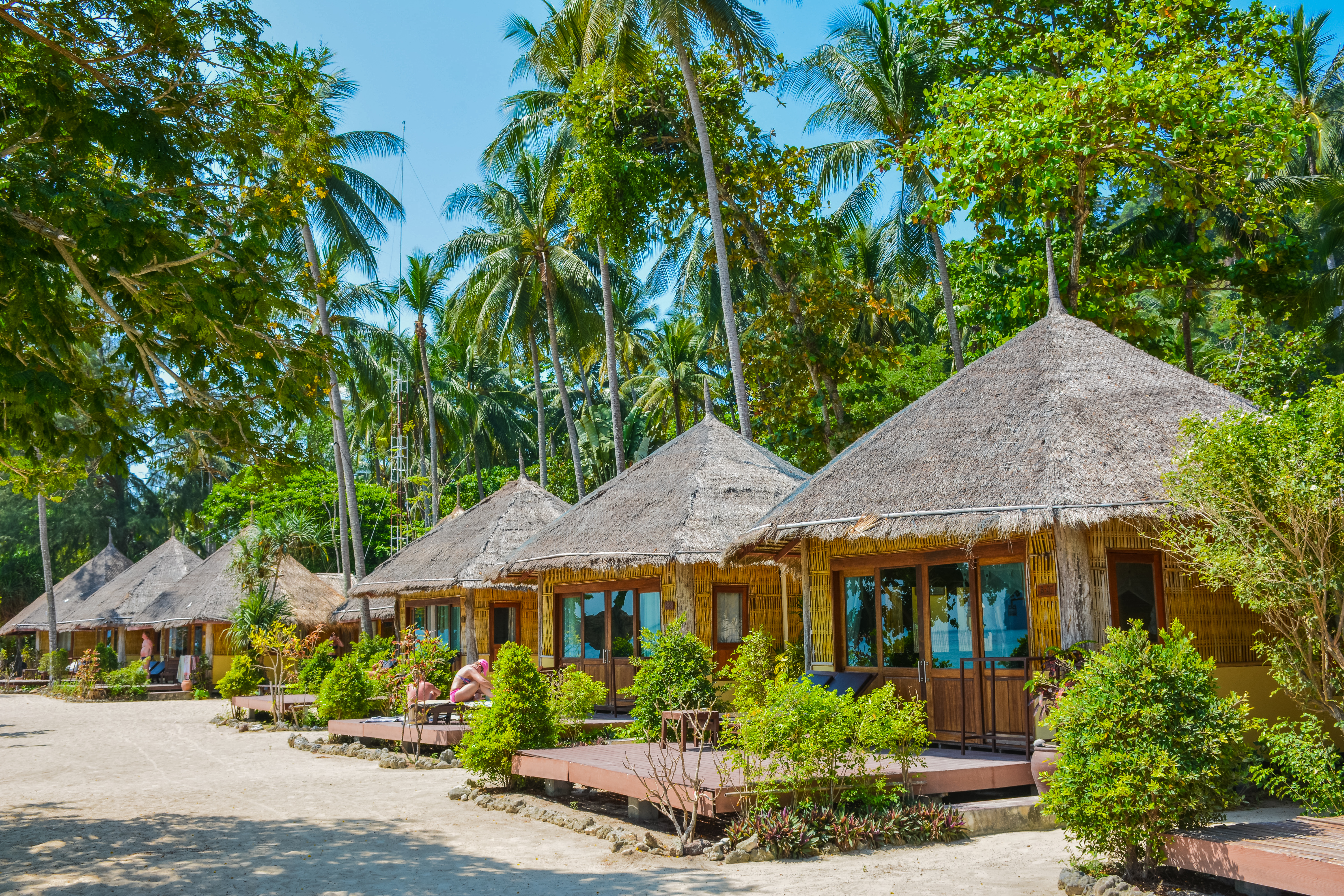
Thapwarin Resort Koh Hai
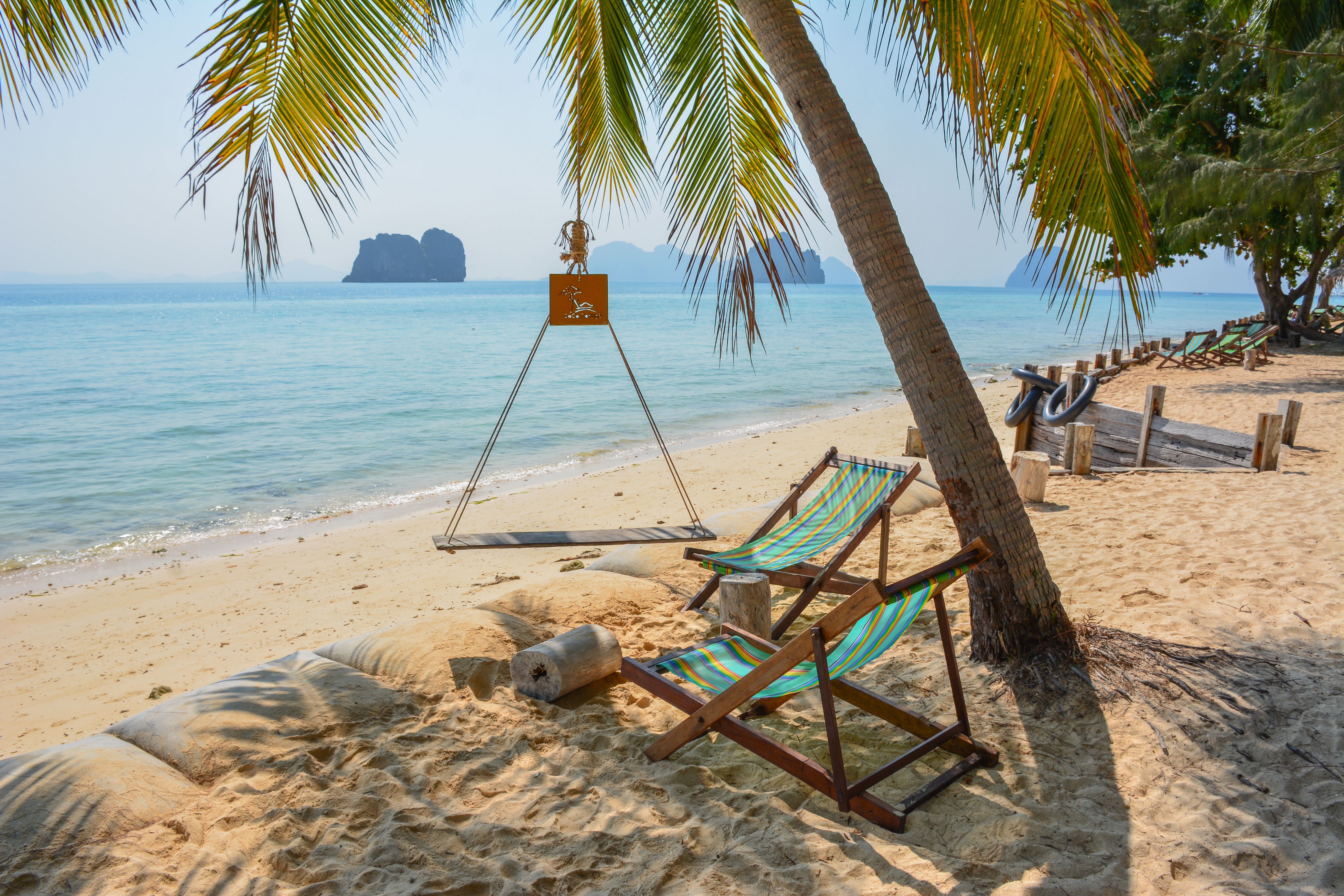
Coco Cottage Koh Hai